# Campionati europei di winter triathlon del 2007
I Campionati europei di winter triathlon del 2007 (X edizione) si sono tenuti a Triesenberg in Liechtenstein, in data 9 febbraio 2007.
Tra gli uomini ha vinto lo svedese Andreas Svanebo. Tra le donne ha trionfato per la seconda volta consecutiva la tedesca Sigrid Mutscheller..
La gara junior ha visto trionfare il norvegese Gjermund Nordskar e la slovacca Monika Kadlecova.
Il titolo di Campione europeo di winter triathlon della categoria under 23 è andato al norvegese Jo T Nordskar. Tra le donne si è aggiudicata il titolo di Campionessa europea di winter triathlon della categoria under 23 l'italiana Germaine Roullet.

## Risultati

### Élite uomini
| Pos. | Atleta             | Paese         | Corsa    | Bici     | Sci      | Totale   |
| ---- | ------------------ | ------------- | -------- | -------- | -------- | -------- |
|      | Andreas Svanebo    | Svezia        | 00:22:26 | 00:29:01 | 00:25:45 | 01:17:15 |
|      | Arne Post          | Norvegia      | 00:23:04 | 00:29:43 | 00:24:59 | 01:17:47 |
|      | Daniel Antonioli   | Italia        | 00:23:11 | 00:28:37 | 00:26:48 | 01:18:39 |
| 4    | Alf Roger Holme    | Norvegia      | 00:23:37 | 00:28:51 | 00:27:08 | 01:19:38 |
| 5    | Victor Lobo        | Spagna        | 00:23:13 | 00:28:48 | 00:27:38 | 01:19:39 |
| 6    | Heinz Planitzer    | Austria       | 00:22:26 | 00:28:58 | 00:28:18 | 01:19:42 |
| 7    | Pavel Jindra       | Rep. Ceca     | 00:23:53 | 00:29:01 | 00:26:48 | 01:19:45 |
| 8    | Oswald Weisenhorn  | Italia        | 00:23:34 | 00:29:16 | 00:26:56 | 01:19:47 |
| 9    | Siegfried Bauer    | Austria       | 00:24:06 | 00:29:11 | 00:27:04 | 01:20:22 |
| 10   | Thomas Schrenk     | Germania      | 00:24:20 | 00:29:27 | 00:27:08 | 01:20:55 |
| 11   | Pavel Andreev      | Russia        | 00:22:55 | 00:31:16 | 00:26:44 | 01:20:56 |
| 12   | Tomas Dolezal      | Rep. Ceca     | 00:25:12 | 00:28:59 | 00:26:47 | 01:20:59 |
| 13   | Patrik Kuril       | Slovacchia    | 00:24:02 | 00:27:36 | 00:29:40 | 01:21:20 |
| 14   | David Roderer      | Germania      | 00:22:50 | 00:30:07 | 00:28:32 | 01:21:31 |
| 15   | Tomas Jurkovic     | Slovacchia    | 00:23:46 | 00:29:52 | 00:28:04 | 01:21:43 |
| 16   | Pavel Brydl        | Rep. Ceca     | 00:23:32 | 00:32:19 | 00:25:57 | 01:21:48 |
| 17   | Jiri Zak           | Rep. Ceca     | 00:23:48 | 00:31:36 | 00:26:46 | 01:22:12 |
| 18   | Jørgen Nordskar    | Norvegia      | 00:22:35 | 00:31:59 | 00:28:10 | 01:22:45 |
| 19   | Alexey Sorokoladov | Russia        | 00:22:53 | 00:32:46 | 00:27:23 | 01:23:05 |
| 20   | Bernd Tauderer     | Austria       | 00:24:56 | 00:28:53 | 00:29:18 | 01:23:11 |
| 21   | Rene Hordemann     | Germania      | 00:23:30 | 00:31:27 | 00:28:22 | 01:23:20 |
| 22   | Sergey Mishanin    | Russia        | 00:24:15 | 00:31:40 | 00:28:11 | 01:24:08 |
| 23   | Christian Frommelt | Liechtenstein | 00:24:55 | 00:30:31 | 00:29:59 | 01:25:26 |
| 24   | Andrey Mishanin    | Russia        | 00:23:21 | 00:34:27 | 00:27:56 | 01:25:45 |
| 25   | Anton Steiner      | Italia        | 00:24:25 | 00:31:38 | 00:29:56 | 01:26:02 |
| 26   | Jan Holiga         | Slovacchia    | 00:24:22 | 00:33:37 | 00:28:30 | 01:26:30 |
| 27   | Walter Polla       | Italia        | 00:25:33 | 00:32:41 | 00:28:30 | 01:26:46 |
| 28   | Evgeniy Butorin    | Russia        | 00:24:18 | 00:32:52 | 00:29:40 | 01:26:52 |
| 29   | Matus Jurecka      | Slovacchia    | 00:25:41 | 00:31:35 | 00:30:23 | 01:27:40 |
| 30   | Alexey Musskiy     | Russia        | 00:24:11 | 00:35:22 | 00:28:34 | 01:28:08 |
| 31   | Elia Stampanoni    | Svizzera      | 00:23:47 | 00:34:45 | 00:30:11 | 01:28:44 |
| 32   | Lionel Cavalier    | Svizzera      | 00:27:03 | 00:34:25 | 00:33:09 | 01:34:39 |
| 33   | Rene Wuethrich     | Svizzera      | 00:26:23 | 00:34:18 | 00:39:26 | 01:40:07 |
| 34   | Sebastian Retzlaff | Germania      | 00:27:05 | 00:42:30 | 00:36:07 | 01:45:42 |

### Élite donne
| Pos. | Atleta                   | Paese     | Corsa    | Bici     | Sci      | Totale   |
| ---- | ------------------------ | --------- | -------- | -------- | -------- | -------- |
|      | Sigrid Mutscheller       | Germania  | 00:26:06 | 00:34:30 | 00:29:31 | 01:30:10 |
|      | Eva Nyström              | Svezia    | 00:26:12 | 00:35:38 | 00:30:21 | 01:32:12 |
|      | Carina Wasle             | Austria   | 00:25:38 | 00:35:29 | 00:31:25 | 01:32:34 |
| 4    | Camilla Hott             | Norvegia  | 00:27:07 | 00:36:14 | 00:29:57 | 01:33:19 |
| 5    | Anke Kullmann            | Germania  | 00:26:54 | 00:36:46 | 00:31:17 | 01:34:58 |
| 6    | Maria Kalnes             | Norvegia  | 00:28:20 | 00:37:02 | 00:31:33 | 01:36:56 |
| 7    | Marlies Penker           | Austria   | 00:25:52 | 00:37:12 | 00:34:22 | 01:37:29 |
| 8    | Sarka Grabmullerova      | Rep. Ceca | 00:27:17 | 00:38:29 | 00:32:01 | 01:37:48 |
| 9    | Gabi Pauli               | Germania  | 00:28:23 | 00:37:09 | 00:32:24 | 01:38:01 |
| 10   | Giuliana Lamastra        | Italia    | 00:28:45 | 00:39:43 | 00:32:06 | 01:40:35 |
| 11   | Vibeke S. Norstebo       | Norvegia  | 00:29:58 | 00:39:12 | 00:31:35 | 01:40:46 |
| 12   | Yulia Surikova           | Russia    | 00:26:10 | 00:45:06 | 00:31:25 | 01:42:43 |
| 13   | Tine H. Schoyen          | Norvegia  | 00:27:47 | 00:39:25 | 00:35:32 | 01:42:45 |
| 14   | Katja Koivulahti         | Finlandia | 00:32:16 | 00:39:26 | 00:36:14 | 01:47:57 |
| 15   | Tatiana Charochkina      | Russia    | 00:28:03 | 00:49:44 | 00:30:11 | 01:47:59 |
| 16   | Yolanda Magallon Vallejo | Spagna    | 00:28:09 | 00:43:59 | 00:35:59 | 01:48:09 |

### Under 23 uomini
| Pos. | Atleta                | Paese      | Corsa    | Bici     | Sci      | Totale   |
| ---- | --------------------- | ---------- | -------- | -------- | -------- | -------- |
|      | Jo T Nordskar         | Norvegia   | 00:24:33 | 00:30:21 | 00:28:26 | 01:23:20 |
|      | Peter Viana           | Italia     | 00:24:43 | 00:30:44 | 00:29:12 | 01:24:40 |
|      | Konstantin Lavrentyev | Russia     | 00:24:26 | 00:34:03 | 00:26:42 | 01:25:12 |
| 4    | Jan Francke           | Rep. Ceca  | 00:23:42 | 00:32:32 | 00:29:04 | 01:25:21 |
| 5    | Johan Noraker Nossen  | Norvegia   | 00:24:35 | 00:36:56 | 00:26:05 | 01:27:37 |
| 6    | Peter Mosny           | Slovacchia | 00:24:27 | 00:33:30 | 00:30:41 | 01:28:41 |
| 7    | Luis Lobo             | Spagna     | 00:24:28 | 00:34:08 | 00:30:29 | 01:29:07 |
| 8    | Christian Grath       | Germania   | 00:24:30 | 00:34:42 | 00:30:54 | 01:30:08 |
| 9    | Robert Rassinger      | Austria    | 00:26:49 | 00:34:01 | 00:32:34 | 01:33:26 |

### Under 23 donne
| Pos. | Atleta           | Paese  | Corsa    | Bici     | Sci      | Totale   |
| ---- | ---------------- | ------ | -------- | -------- | -------- | -------- |
|      | Germaine Roullet | Italia | 00:30:23 | 00:47:48 | 00:34:35 | 01:52:47 |
|      | Yuliya Barabash  | Russia | 00:28:59 | 00:50:36 | 00:36:05 | 01:55:42 |

### Junior uomini
| Pos. | Atleta              | Paese      | Corsa    | Bici     | Sci      | Totale   |
| ---- | ------------------- | ---------- | -------- | -------- | -------- | -------- |
|      | Gjermund Nordskar   | Norvegia   | 00:13:22 | 00:21:19 | 00:19:13 | 00:53:54 |
|      | Nicolas Jeantet     | Italia     | 00:14:30 | 00:23:12 | 00:18:41 | 00:56:23 |
|      | Julian Mutterer     | Germania   | 00:14:29 | 00:23:07 | 00:19:53 | 00:57:30 |
| 4    | Mario Schädle       | Austria    | 00:16:12 | 00:21:10 | 00:20:07 | 00:57:32 |
| 5    | Jozef Tomasovic     | Slovacchia | 00:14:56 | 00:22:06 | 00:20:47 | 00:57:51 |
| 6    | Julian Langer       | Austria    | 00:14:39 | 00:22:49 | 00:21:03 | 00:58:33 |
| 7    | Milan Jurco         | Slovacchia | 00:15:14 | 00:24:53 | 00:20:47 | 01:00:55 |
| 8    | Jurg Buhler         | Svizzera   | 00:15:34 | 00:24:06 | 00:21:29 | 01:01:09 |
| 9    | Alfred Schabauer    | Austria    | 00:16:03 | 00:21:54 | 00:26:57 | 01:04:56 |
| 10   | Christopher Larcher | Austria    | 00:15:43 | 00:26:52 | 00:23:30 | 01:06:05 |

### Junior donne
| Pos. | Atleta                | Paese      | Corsa    | Bici     | Sci      | Totale   |
| ---- | --------------------- | ---------- | -------- | -------- | -------- | -------- |
|      | Monika Kadlecova      | Slovacchia | 00:18:20 | 00:26:11 | 00:22:07 | 01:06:38 |
|      | Angelika Perfler      | Austria    | 00:17:42 | 00:26:59 | 00:23:54 | 01:08:36 |
|      | Beatrice Wondratschek | Germania   | 00:18:17 | 00:28:32 | 00:24:52 | 01:11:43 |